# Tanarthrus inyo
Tanarthrus inyo là một loài bọ cánh cứng trong họ Anthicidae. Loài này được Wickham miêu tả khoa học năm 1906.